# Nadija Parfan
Nadija Jaroslawiwna Parfan (ukrainisch Надія Ярославівна Парфан; * 6. September 1986 in Iwano-Frankiwsk) ist eine ukrainische  Filmproduzentin, Filmregisseurin, Kulturkritikerin und Mitglied der Ukrainischen Filmakademie.

## Leben und Wirken
Nadija Parfan studierte Kulturwissenschaften an der Nationalen Universität Kiew-Mohyla-Akademie und Sozialanthropologie an der Central European University. Von 2012 bis 2013 war sie Fulbright-Stipendiatin an der Temple University in Philadelphia. 2015 erhielt sie ein Gaude Polonia Stipendium und absolvierte einen Dokumentarfilm-Regiekurs an der Andrzej Wajda Filmschule in Warschau.
Im Juli 2019 wurde auf dem Odesa International Film Festival ihr erster abendfüllender Dokumentarfilm Heat Singers uraufgeführt, der die Geschichte des Chors erzählt. Die Weltpremiere des Films fand auf dem Festival Visions Du Reel in der Schweiz statt.
Am 31. Dezember 2019 startete Nadiia Parfan ukrainischen Programmkino-Streamingdienstes Takflix, auf der man ukrainische Filme ansehen kann.
Nach dem russischen Überfall auf die Ukraine kehrte Parfan, die sich zu dieser Zeit im Ausland aufhielt, nach Hause zurück und begann mit dem Sammeln von Fotos, aus denen sie später einen Dokumentarfilm mit dem Titel I Did Not Want to Make a War Film produzierte.

## Filmografie (Auswahl)
- 2014 – Екзарх // Exarch
- 2016 – «Reve ta Stohne» їдуть на Захід // Reve ta stohne on tour[7]
- 2017 – Новосілля // Housewarming
- 2019 – Співає Івано-Франківськтеплокомуненерго // Heat Singers
- 2021 – Жінки, що грають в ігри // Women who play[8]
- 2022 – Я не хотіла робити фільм про війну // I Did Not Want to Make a War Film[9]
- 2023 – Це побачення // It’s a Date[10][11]